# Rathkeale
Rathkeale (Irlandès: Ráth Caola, significant «Anell de Caola») és una ciutat a l'oest del Comtat de Limerick, a Irlanda. Es troba 30 quilòmetres al sud-oest de la ciutat de Limerick per la carretera N21 a Tralee, Comtat de Kerry, tocant el riu Deel. La concentració més gran de descendents dels palatins alemanys que van emigrar a Irlanda en el segle xviii es troba en els pobles que l'envolten.

## Llocs d'interès

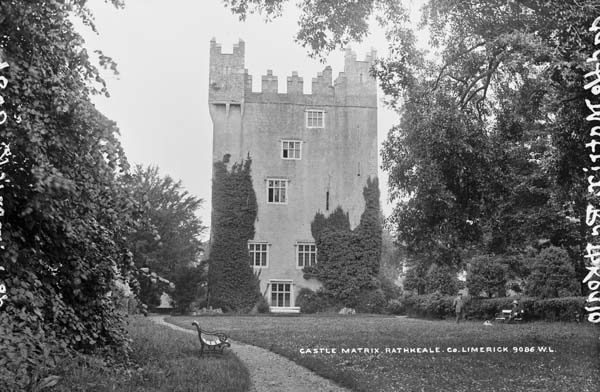
Castell de Matrix, Rathkeale, data del 1400

- Al sud-oest de la de la ciutat hi ha el castell de Matrix. El castell va ser construït com a fortalesa durant el primers anys del segle xv per Thomas Fitzgerald, 7è Earl de Desmond, i era més tard la casa de Maurice Fitzgerald, 9è Earl de Desmond. Conté una mostra d'objectes d'art i registres històrics.
- En el cementiri de l'església de la Santíssima Trinitat hi ha moltes làpides amb noms de famílies palatines irlandeses. Aquestes famílies van venir com a refugiats el 1709 des de Renània-Palatinat, a Alemanya. Molts dels seus descendents ara viuen a Amèrica del Nord, encara que la regió al voltant del castell de Matrix (en els pobles de Killeheen, Ballingrane, i Courtmatrix) conté la concentració més gran de descendents palatins a Irlanda.[1]
- Sean (Jackie) Finn, Brigader del 4t (Rathkeale) Batalló del Oest de Limerick de l'IRA durant la Guerra irlandesa d'Independència era un nadiu de Rathkeale. La seva tomba en el cementiri local presenta una creu celta impressionant.
- El poble és conegut pel programa de televisió Big Fat Gypsy Weddings, emés per Channel 4.